# Décolonisation de l'Afrique

Pays africains par ordre d’accès à l’indépendance.

La décolonisation de l'Afrique est un processus politique et historique qui correspond à l'indépendance des pays africains vis-à-vis des puissances coloniales de l'Afrique.
Ce processus se déroule principalement sur une période allant du milieu des années 1950 à la fin des années 1970. Il s'agit d'une des conséquences de la Seconde Guerre mondiale et d'un processus parallèle à la Guerre Froide.
Si plusieurs pays africains ont obtenu leur indépendance avant ou après la période centrale de la décolonisation, la majorité des pays du continent devinrent indépendants durant cette période. Le dernier pays africain à obtenir son indépendance par un processus de décolonisation d’une puissance européenne ou assimilée est la Namibie en 1990 (auparavant dépendante de l’Afrique du Sud sous le régime de l’apartheid et contrôlée par les populations de souche européenne principalement Afrikaners et Anglo-Sud-Africains) : Érythrée et Soudan du Sud n’ont encore acquis leurs indépendances qu’après la Namibie (1993 et 2011) mais d’entités africaines d’où les puissances coloniales européennes étaient parties depuis les années 1950.

## Contexte
À partir des années 1870, les différents états européens tentent de s'installer en Afrique.
Plusieurs facteurs peuvent expliquer cette « ruée vers l'Afrique » :
- le facteur économique : les pays européens industrialisés veulent pouvoir garantir leur accès aux ressources naturelles et avoir des débouchées pour leurs productions[1] ;
- le facteur stratégique : les territoires colonisés permettent aux puissances coloniales de pouvoir y déposer des troupes pour assurer la maîtrise des territoires en cas de conflit et aussi de pouvoir disposer d'hommes en âge de se battre ;
- le facteur politique : conquérir des territoires est vécu en Europe comme une marque de prestige dans les sociétés européennes.

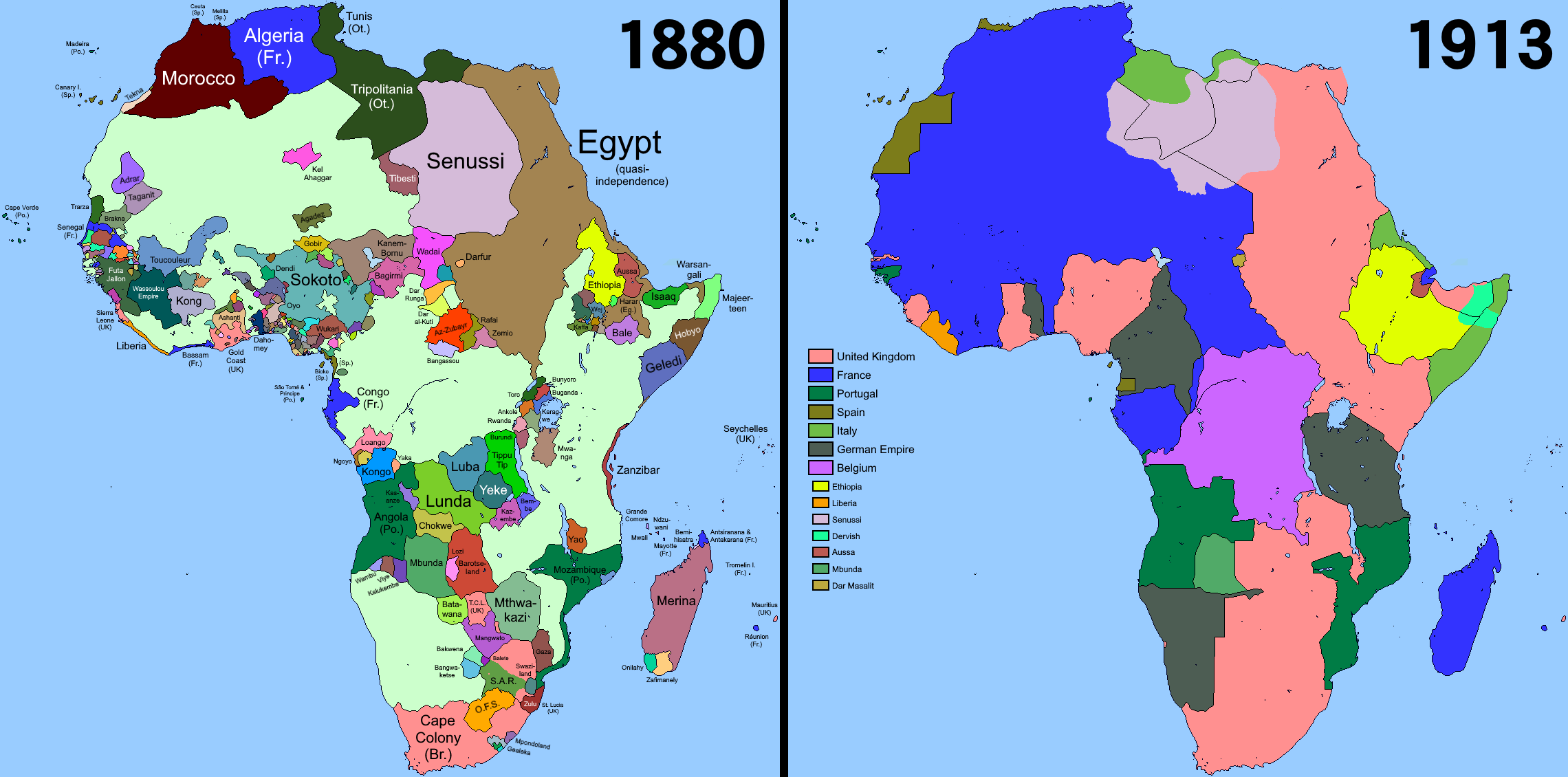
Comparaison de la situation politique entre 1880 et 1913 en Afrique.

Depuis la conférence de Berlin de 1884-85, le continent africain est divisé en colonies appartenant à des pays européens,.

Contrôle européen en 1939.

En 1905, la quasi-totalité du territoire africain appartient à des nations européennes, à l'exception du Liberia (qui avait été colonisé au début du XIXe siècle par d’anciens esclaves afro-américains) et de l'Éthiopie (qui sera colonisée par l'Italie à partir de 1936). La Grande-Bretagne et la France possèdent les plus grands empires coloniaux. Viennent ensuite le Portugal, l'Allemagne, l'Espagne, l'Italie et la Belgique.

## Causes

### Causes sociales
Sur le plan africain, les deux guerres mondiales ont vu l'engagement de troupes originaires d'Afrique,,. L'auteur David Killingray estime à environ 1,3 million le nombre de soldats africains ayant participé à la Seconde Guerre mondiale dans les rangs de l'armée britannique.
Par exemple, le dominion de l'Union sud-africaine dirigée par Jan Smuts est entré en guerre aux côtés des Alliés, s'est engagé en Égypte et à Madagascar et a participé à la libération de l'Éthiopie. La plupart des gouverneurs coloniaux français ont montré leur loyauté au régime de Vichy jusqu'en 1943. La propagande allemande durant la guerre n'est pas étrangère à cette méfiance envers l'autorité britannique. Du fait que la conquête impériale japonaise ait commencé en Extrême-Orient, elle a fait face à une insuffisance en matière première telle que le caoutchouc et divers minerais. L'Afrique était alors forcée de compenser cette pénurie et a beaucoup bénéficié de ce changement. Un autre problème clé auquel les Européens ont dû faire face était la présence d'U-boots (sous-marins allemands) qui patrouillaient dans l'océan Atlantique. Ceci a réduit la quantité de matières premières transportées vers l'Europe et a poussé à la création d'industries locales en Afrique. Ces industries ont, à leur tour, causé l'agrandissement et la création de nouveaux quartiers. Avec l'accroissement des zones urbaines et de l'industrie est venue celle des syndicats.

### Causes culturelles
Durant les années 1930, plusieurs personnalités d'origines africaines et formées dans les universités occidentales aux idées tels que l'autodétermination commencent à se faire entendre.
Il s'agit par exemple de personnalités nationalistes comme Jomo Kenyatta (Kenya), Kwame Nkrumah (Côte-de-l'Or, Ghana), Léopold Sédar Senghor (Sénégal) et Félix Houphouët-Boigny (Côte d'Ivoire), qui agissent pour l'indépendance de leurs pays.
Si les mouvements nationalistes et indépendantistes africain ont été principalement dirigés par des hommes, les femmes ont également joué un rôle important. Ces rôles comprenaient l’organisation aux niveaux local et national, le soin des blessés et même le fait d’être sur les lignes de front de la guerre. On peut citer par exemple le mouvement de Révolte des femmes d’Abeokuta (en).

### Causes politiques
Depuis la Première Guerre mondiale, la position des États-Unis est devenue déterminante sur le plan international. D'une manière générale, ceux-ci avaient intérêt au démantèlement des empires coloniaux britanniques et français qui leur interdisaient le marché des territoires sous domination européenne. Avec le déclenchement de la Seconde Guerre mondiale, Franklin Roosevelt jugeait de surcroît, que la défaite de la France et la collaboration du gouvernement de Vichy avec l'Allemagne ôtait à celle-ci toute autorité politique pour conserver son empire colonial. Il donne ainsi avec Cordell Hull dès 1942, une impulsion sans précédent au mouvement de décolonisation.
En 1941, Roosevelt et Churchill se rencontrent pour discuter du monde de l'après guerre. Il en résulte la Charte de l'Atlantique. L'une des clauses de ce document, introduite par Roosevelt, était l'autonomie des colonies impériales. Après la seconde guerre mondiale, il y avait donc une pression sur les britanniques de se conformer aux termes de la Charte de l'Atlantique. Lorsque Churchill a introduit la charte au parlement, il a expressément transposé les colonies en pays récemment conquis à l'Allemagne pour pouvoir la faire passer[réf. nécessaire]. Après la guerre, les colonies africaines étant toujours considérées « infantiles » et « immatures », des gouvernements démocratiques n'ont été introduits qu'à l'échelle locale. Les derniers mois de sa vie, Roosevelt est contraint, du fait de considérations de sécurité militaire, de modérer son anticolonialisme. La diplomatie américaine prend un cours plus pragmatique visant à rassurer ses partenaires occidentaux durant la guerre froide.

### Causes économiques
Pendant la Seconde Guerre mondiale, certaines industries et villes africaines locales se sont développées lorsque les sous-marins patrouillant dans l’océan Atlantique ont réduit le transport de matières premières vers l’Europe.

## Chronologie
Seuls le Liberia (indépendant en 1847 sur des terres achetées en 1821 par l’American Colonization Society) et l’Éthiopie (occupée partiellement entre 1936 et 1941 par l'Italie fasciste pendant cinq ans : occupation italienne de l'Éthiopie) n’ont jamais été réellement colonisés par des puissances coloniales européennes.
En 1977, 50 pays africains avaient obtenu leur indépendance vis-à-vis des puissances coloniales européennes.
La Grande-Bretagne a procédé à la restitution de sa dernière possession d'occupation britannique en Afrique, en signant en 2025 un accord formel sur le transfert de souveraineté des îles Chagos à Maurice. Aux termes de l'accord, l'atoll stratégique de Diego Garcia et sa zone tampon de 38 kilomètres sont immédiatement rétrocédés a Maurice. Cet accord permet la poursuite de l'exploitation de la base conjointe anglo-américaine sur l'île pendant les 99 prochaines années, avec une prolongation de 40 ans et un droit de préemption ultérieur. L'île Maurice recevra du Royaume-Uni un loyer annuel de 165 millions de livres sterling pendant les trois premières années, puis de 120 millions de livres sterling par an pendant les dix années suivantes. Par la suite, ce paiement annuel de 120 millions de livres sterling sera indexé sur l'inflation.
En mai 2025, le président malgache Andry Rajoelina réaffirme son intention de se rendre lui-même sur les îles Éparses, îles française bordant les eaux malgaches, tout en privilégiant la voie du dialogue pour résoudre ce contentieux de plusieurs décennies, après l'époque impériale européenne, en Afrique.

## Conséquences
Même si certains colons désapprouvaient l’introduction de gouvernements indépendants, la transition vers l’indépendance a été relativement pacifique dans la plupart de la quarantaine de colonies britanniques et françaises en Afrique. Dans ces colonies françaises ou britanniques, il y a tout de même eu un certain nombre de conflits à des degrés divers précipitant souvent la décolonisation : en Algérie, au Cameroun, à Madagascar, en Égypte… 
À la suite de la décolonisation, l'Afrique a affiché une instabilité politique, un désastre économique et une dépendance à la dette. L'instabilité politique est arrivée avec l'introduction des influences marxiste et capitaliste ainsi que les frictions permanentes dues aux inégalités entre les races[réf. nécessaire]. Ceci menait à la guerre civile, des mouvements nationalistes noirs ont participé à des attaques violentes à l'encontre des colons blancs[réf. nécessaire], tentant de mettre fin à la « dominance de la minorité blanche » dans les gouvernements.
D'autres violences ont lieu à cause du désaccord relatif au découpage géographique fait durant la colonisation. Malgré une acceptation très répandue de ce découpage, des conflits frontaliers comme ceux entre le Tchad et la Libye, l'Éthiopie et la Somalie et le Nigeria et le Cameroun surgissent. Certains conflits de cette nature perdurent encore aujourd'hui, comme c'est le cas du Sahara occidental, disputé par les trois États frontaliers (Algérie, Maroc, Mauritanie), soit directement ou par l'intermédiaire de mouvements armés soutenus par l'une ou l'autre partie, mais la Mauritanie a laissé tomber l'affaire en 1979.
Un autre résultat du colonialisme, suivi de la décolonisation, fut l'appauvrissement en ressources naturelles de l'économie africaine[réf. nécessaire] sans possibilité de diversification de l'exportation de ses cultures commerciales vers les pays colons. Souffrant de famine et de sécheresse, l'Afrique a lutté pour industrialiser sa main-d'œuvre frappée par la pauvreté, avec des fonds insuffisants.
Dans une tentative d'influencer le Tiers Monde pour qu'il adopte, soit l'idéologie du capitalisme, soit celle du communisme, les États-Unis et l'Union soviétique ont prêté de la nourriture et de l'argent à l'Afrique. Pour nourrir, éduquer, et moderniser ses populations, l'Afrique a emprunté des sommes importantes à diverses nations, banques et compagnies. En retour, les créanciers ont contraint les pays africains à dévaluer leurs monnaies et ont tenté d'exercer une influence politique en Afrique. Cependant, l'argent emprunté ne releva pas l'économie dévastée[réf. nécessaire]. Les énormes capitaux empruntés étant habituellement dilapidés par la mauvaise gestion des dictateurs corrompus, les problèmes sociaux comme l'éducation, la santé, et la stabilité politique ont été ignorés.
Les dérivés de la décolonisation, l'instabilité politique, les conflits frontaliers, l'écroulement économique, et une dette énorme continuent de ronger l'Afrique aujourd'hui.
L'ancien « Sahara espagnol » (aujourd'hui Sahara occidental), annexé par le Maroc en 1975 à la suite des accords de Madrid , est dans une situation ambiguë et son statut est disputé. Tandis que le Maroc considère qu'il s'agit de territoires ayant appartenu au royaume du Maroc avant la colonisation, l'ONU l'a inscrit (à sa demande) dans la « liste des territoires non-autonomes ». D'autre part, le mouvement indépendantiste « Polisario », puissamment soutenu par l'Algérie, a créé la République arabe sahraouie démocratique autoproclamée, qui revendique ce même territoire. Depuis le cessez-le-feu de 1991, environ 80 % du territoire sont sous administration marocaine, la partie restante étant sous contrôle du Polisario.

## Bilan de la colonisation
L'Afrique a souffert, à court et à long terme, des effets de la colonisation et de l'impérialisme, avec l'exploitation de ses ressources naturelles comme l'or et le diamant et de sa main-d'œuvre, le bouleversement économique, social et culturel, une division géopolitique et un assujettissement politique.